# Persone di nome Federico/Politici
| Questa pagina contiene informazioni ricavate automaticamente dalle voci biografiche con l'ausilio del template Bio e di un bot. L'aggiornamento è periodico e automatico e ricostruisce completamente la pagina. Se manca una persona in questa lista, sei pregato di non aggiungerla, ma accertati piuttosto che la sua voce biografica contenga il template Bio e che i dati anagrafici siano correttamente compilati. Se il template Bio manca, inseriscilo tu stesso o, in alternativa, metti l'avviso {{tmp\|Bio}} che ne segnala la mancanza. Se i dati riportati sono sbagliati, correggi direttamente la voce biografica; le modifiche saranno visibili in questa lista entro pochi giorni. Per chiarimenti vedi il progetto antroponimi. La lista contiene solo le 54 persone che sono citate nell'enciclopedia e per le quali è stato implementato correttamente il template Bio. Pagina aggiornata al 22 lug 2025. |

Questa è una lista di persone presenti nell'enciclopedia che hanno il nome Federico e sono politici.

## B(12)
- Grifonetto Baglioni, politico italiano (Perugia, n. 1477 - Perugia, † 1500)
- Federico Barbier, politico italiano (Aosta, n. 1785)
- Federico Baroschi, politico e ingegnere italiano (Brescia, n. 1940 - Buggerru, † 2022)
- Federico Basile, politico italiano (Messina, n. 1977)
- Federico Bellazzi, politico italiano (Milano, n. 1825 - Firenze, † 1868)
- Federico Bellelli, politico italiano (Napoli, n. 1817 - Vietri sul Mare, † 1907)
- Federico Berruti, politico italiano (Savona, n. 1967)
- Federico Bettoni, politico italiano (Brescia, n. 1865 - Firenze, † 1923)
- Federico Bigi, politico sammarinese (Reggio Emilia, n. 1920 - Città di San Marino, † 1996)
- Federico Borgna, politico e attivista italiano (Cuneo, n. 1973)
- Federico Bricolo, politico italiano (Sommacampagna, n. 1966)
- Federico Brini, politico italiano (Terni, n. 1929 - Roma, † 2007)

## C(4)
- Federico Chávez, politico paraguaiano (Asunción, n. 1882 - Asunción, † 1978)
- Federico Colajanni, politico italiano (L'Aquila, n. 1842)
- Federico Comini, politico e avvocato italiano (Siena, n. 1803 - Siena, † 1884)
- Federico Conte, politico italiano (Eboli, n. 1972)

## D(3)
- Federico D'Incà, politico italiano (Belluno, n. 1976)
- Federico I da Montefeltro, politico e condottiero italiano († 1322)
- Federico Carlo di Stolberg-Gedern, politico tedesco (Gedern, n. 1693 - Gedern, † 1767)

## E(1)
- Federico Errázuriz Echaurren, politico cileno (Santiago del Cile, n. 1850 - Valparaíso, † 1901)

## F(3)
- Federico di Marcaria, politico italiano (Mantova, † 1274)
- Federico Fornaro, politico italiano (Genova, n. 1962)
- Federico Freni, politico italiano (Roma, n. 1980)

## G(4)
- Federico Gamboa, politico, scrittore e diplomatico messicano (Città del Messico, n. 1864 - Città del Messico, † 1939)
- Federico Garlanda, politico e glottologo italiano (Mezzana Mortigliengo, n. 1857 - Roma, † 1913)
- Federico Gianassi, politico italiano (Firenze, n. 1980)
- Federico Ginato, politico italiano (Noventa Vicentina, n. 1974)

## K(1)
- Federico Kuntze, politico italiano (Taranto, n. 1905 - † 1969)

## L(3)
- Federico Lazzaro, politico italiano (Palermo, n. 1893 - † 1970)
- Federico Guglielmo Lento, politico italiano (Filadelfia, n. 1942 - Catania, † 2010)
- Federico Lovera Di Maria, politico e militare italiano (Torino, n. 1796 - Torino, † 1871)

## M(6)
- Federico Manfredini, politico italiano (Rovigo, n. 1743 - Campoverardo di Camponogara, † 1829)
- Federico Marconcini, politico e economista italiano (Collegno, n. 1884 - Bruino, † 1974)
- Federico Massa, politico italiano (Lecce, n. 1956)
- Federico Mayor Zaragoza, politico e funzionario spagnolo (Barcellona, n. 1934 - Madrid, † 2024)
- Federico Pietro Mignani, politico italiano (Massa, n. 1920 - † 1996)
- Federico Mollicone, politico italiano (Roma, n. 1970)

## P(8)
- Federico Palomba, politico e magistrato italiano (Cagliari, n. 1937)
- Federico Pedini Amati, politico sammarinese (Città di San Marino, n. 1976)
- Federico Peña, politico statunitense (Laredo, n. 1947)
- Federico Pescetto, politico e generale italiano (Savona, n. 1817 - Savona, † 1882)
- Federico Piccitto, politico italiano (Ragusa, n. 1976)
- Federico Pinedo, politico argentino (Buenos Aires, n. 1955)
- Federico Pizzarotti, politico italiano (Parma, n. 1973)
- Ramón Puerta, politico argentino (Apóstoles, n. 1951)

## R(3)
- Federico Ricci, politico italiano (Genova, n. 1876 - Genova, † 1963)
- Federico Ricotti, politico italiano (Santo Stefano Lodigiano, n. 1936)
- Federico Rosazza, politico italiano (Rosazza, n. 1813 - Rosazza, † 1899)

## S(2)
- Federico Sboarina, politico italiano (Verona, n. 1971)
- Federico Spantigati, politico italiano (Alessandria, n. 1831 - Torino, † 1884)

## T(4)
- Federico Tabassi, politico italiano (Sulmona, n. 1855 - Sulmona, † 1939)
- Federico Testa, politico italiano (Verona, n. 1954)
- Federico Torretta, politico italiano (Buttigliera d'Asti, n. 1890 - Roma, † 1975)
- Federico Trecco, politico e militare italiano (Barete, n. 1893 - L'Aquila, † 1977)